# Ремневидная змея
Ремневидная змея, или тупоголовая змея, или индийский моллюскоед (лат. Aplopeltura boa), — вид змей из монотипического рода ремневидных змей (Aplopeltura) семейства Pareidae.

## Внешний вид
Туловище покрыто 13 рядами гладких чешуй, но на чешуях вдоль позвоночника имеется слабый гребень. Скуловых щитка два или три. Верхнегубные щитки не касаются глаза. Передних височных щитка три. Подбородочных щитков обычно четыре пары, редко три, при этом щитки передней пары широкие. Подхвостовые щитки непарные.

## Ареал
Вид распространён в Юго-Восточной Азии на полуострове Малакка на территории Малайзии и Таиланда, островах Калимантан, Суматра, Ява, Ниас, Банка, а также на Филиппинах и архипелаге Бунгуран. Имеется также находка в южной Мьянме, но она требует подтверждения.

## Образ жизни
Обитает в низменных и горных влажных лесах на высоте до 1300 м над уровнем моря. Ведёт ночной древесный образ жизни. Как правило встречается на низкорослой растительности. Яйцекладущий вид, самки откладывают 4—5 яиц.

## Природоохранный статус
Международный союз охраны природы отнёс вид к категории вызывающих наименьшие опасения в связи с его широким распространением и предполагаемой высокой численностью. Тем не менее, на большой части ареала его места обитания подвергаются уничтожению вследствие расширения сельскохозяйственных земель, вырубки лесов, роста человеческих поселений и развития инфраструктуры.